# نوابشاه، پاکستان
نوابشاه (به اردو: نوابشاہ) شهری در ایالت استان سند کشور پاکستان است که در سرشماری سال ۲۰۰۶ میلادی، ۲۳۶٫۴۷۳ نفر جمعیت داشته است.